# Maisbeulenbrand
Der Maisbeulenbrand (Ustilago maydis) oder Maisbrand (die essbaren Stadien werden Huitlacoche oder Cuitlacoche genannt) ist ein parasitischer Brandpilz, der in Europa nur Mais befällt und an ihm die gleichnamige Krankheit auslöst. Sein enges Wirtsspektrum umfasst nur noch die in seinem Herkunftsbereich Mexiko vorkommende Teosinte (Zea mays subsp. mexicana, syn. Euchlena mexicana), die vermutlich die Wildform des Kulturmaises ist.
Der Pilz kommt überall vor, wo Mais angebaut wird, er bevorzugt jedoch warme, mäßig trockene Klimazonen. Der wissenschaftliche Name Ustilago rührt vom lateinischen ustilare (= verbrennen) her und bezieht sich auf das „verbrannte“ Aussehen der Pflanze, wenn sich die tumorartigen Pflanzengallen öffnen und sich die blau-schwarzen Brandsporen über der Pflanze verteilen.

## Merkmale und Infektion
Der Maisbeulenbrand ist ein hochspezialisierter Pilz, der nur Mais befällt. Für andere landwirtschaftliche Kulturen bedeutet er keine Gefahr. Er tritt in allen Gebieten auf, in denen Mais angebaut wird. Die Erkrankung führt nur in Jahren mit extremen Witterungslagen (schneller Wechsel zwischen Sommertrockenheit und hohem Wasserangebot) zu größeren Verlusten durch Kolbeninfektionen, insbesondere bei Körnermais.
Der Maisbeulenbrand kann alle oberirdischen Teile der Maispflanze befallen. Makroskopisch ist er an befallenen Maispflanzen durch die tumorartigen Wucherungen und Gallengebilde gut zu erkennen. Die Gallen können im Extremfall kindskopfgroß werden. Diese Wucherungen werden durch die ins Pflanzengewebe abgegebenen Wuchsstoffe angeregt. In den hypertrophierten Pflanzenteilen wächst das Pilzmyzel besonders stark und bildet dort große Mengen von Teliosporen, die bei Freisetzung den Maispflanzen das brandige Aussehen verleihen. Wirtschaftlich besonders schwerwiegend ist der Befall der Kolben, da diese den nahrhaftesten Teil der Futterpflanze Mais darstellen.
Die Infektion der Maispflanze findet nur an den Geweben statt, die noch teilungsfähig und damit im Wachstum sind, hauptsächlich nach dem Auflaufen bis zu einer Pflanzenhöhe von 40 cm. Die Maisbeulen treten deshalb nicht nur am Kolben auf, sie können sich auch an anderen Pflanzenteilen bilden. Eine Infektion kann zum totalen Absterben der Pflanzen führen. Ein geringer Befall der Maispflanzen scheint bei der Silierung und Verfütterung keine gesundheitlichen Konsequenzen für das Vieh zu haben, dennoch wird eine erhöhte Neigung zu Fehlgeburten nach Aufnahme höherer Sporenmengen diskutiert.
Untersuchungen mit Milchkühen der Bayrischen Landesanstalt für Landwirtschaft in Poing-Grub ergaben bei Maissilage mit 100 % Befall eine erhebliche Beeinträchtigung des Futterwerts (18 % weniger Nettoenergie und 27 % weniger verdauliches Eiweiß). Eine Beeinträchtigung der Futteraufnahme und der Tiergesundheit konnte nicht festgestellt werden. In der Bullenmast ergaben sich keine Probleme bei der Verfütterung von Silagen mit einem Beulenbrandbefall von 10–15 %. Die Silage aus befallenem Mais enthielt jedoch einen erhöhten Anteil verderbanzeigender Pilze. Daraus wurde geschlossen, dass sie unter aeroben Bedingungen weniger stabil ist. Unbelastete Silage war einen Tag länger stabil als Silage mit Beulenbrand. Dieser Unterschied konnte durch Siliermitteleinsatz ausgeglichen werden.
„Geringer Beulenbrandbefall (< 20 %) hat auf die Futteraufnahme und Nährstoffkonzentration keinen Einfluss. Ist aber jede Pflanze befallen (100 % ), so ist eine geringere Nettoenergie und ein höherer Eiweißabbau zu berücksichtigen. Die zunehmende Verbreitung von Ganzjahressilage erfordert stabile Silagen für die Fütterung im Sommer. Nach älteren Untersuchungen zeigt sich bei Maisbeulenbrandbefall eine geringere aerobe Stabilität. Es wird deshalb bei sehr hohem Maisbeulenbrandbefall der Einsatz von Siliermitteln (Praxishandbuch Futterkonservierung 2006 7. Auflage) empfohlen, die das DLG-Gütezeichen für die Wirkungsrichtung 2 Verbesserung der aeroben Stabilität, haben.“ (Bayerische Landesanstalt für Landwirtschaft –
Institut für Tierernährung und Futterwirtschaft)

### Entwicklungszyklus

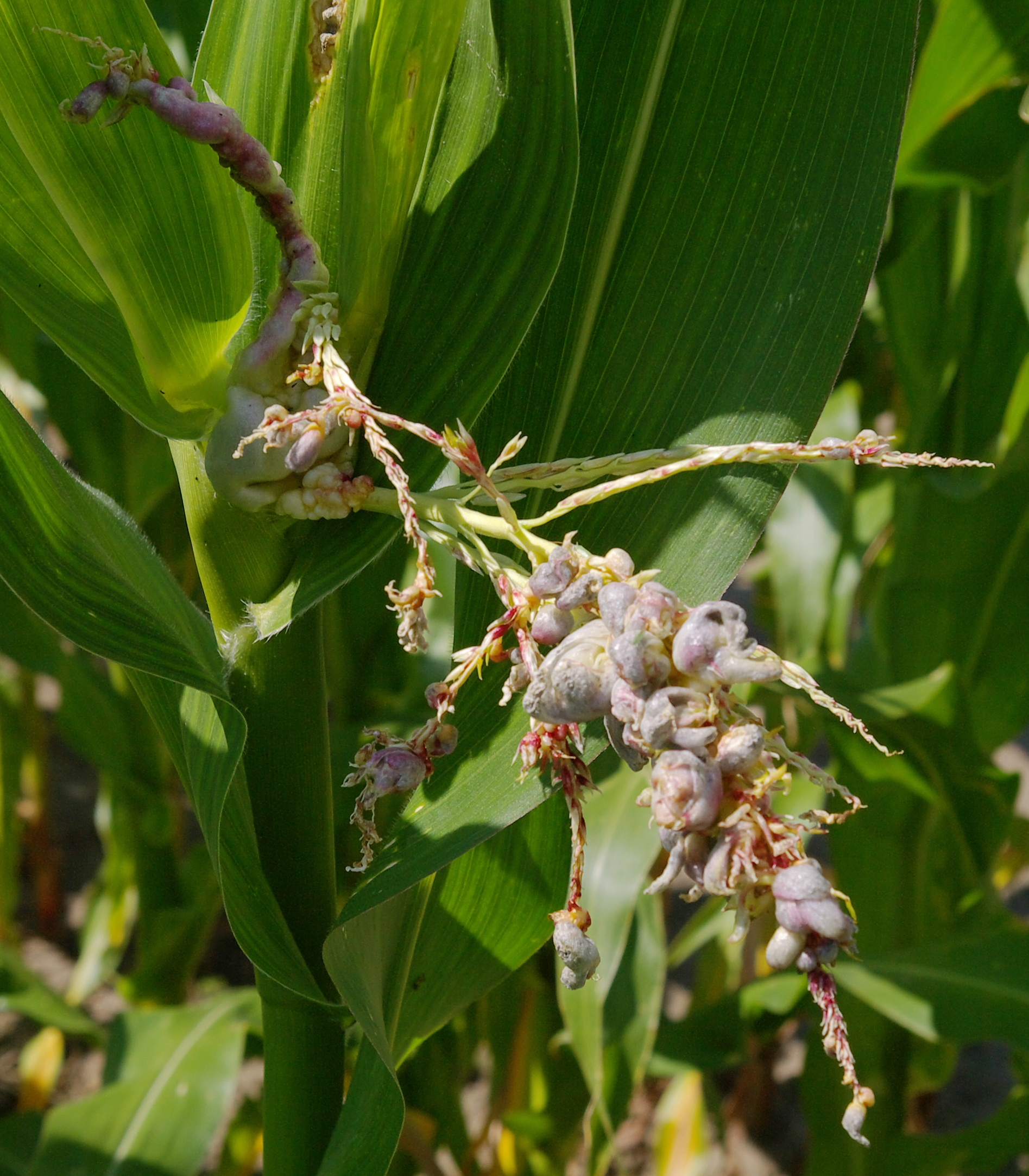
Maiskolbenbrand am männl. Blütenstand

Eine Gefahr der Ausbreitung des Pilzes besteht über an Saatgut anhaftende Sporen, weitere Ausbreitungswege bestehen über Windverfrachtung oder Wasserspritzer. Gefördert wird eine Infektion durch Stressfaktoren, die eine vorübergehende Schwächung des Maises bedingen: wie trockene Witterung, Temperaturen zwischen 26 und 34 °C und Spätfröste.
Die im Boden oder Pflanzenrückständen überwinternden, bis zu zehn Jahren überdauerungsfähigen Dauersporen (Telio- oder Teleutosporen) keimen nach Kernverschmelzung (Karyogamie) im Frühjahr bis Sommer aus und bilden eine Basidie, in der Meiose und Mitose stattfinden. Die Basidie teilt (septiert) sich anschließend längs und sondert insgesamt vier haploide Basidiosporen ab. Diese auch Sporidien genannten Basidiosporen werden vom Wind oder durch Spritzwasser auf junge Maispflanzen verfrachtet, wo sie auf wachsendem, meristematischen Pflanzengewebe auskeimen können.

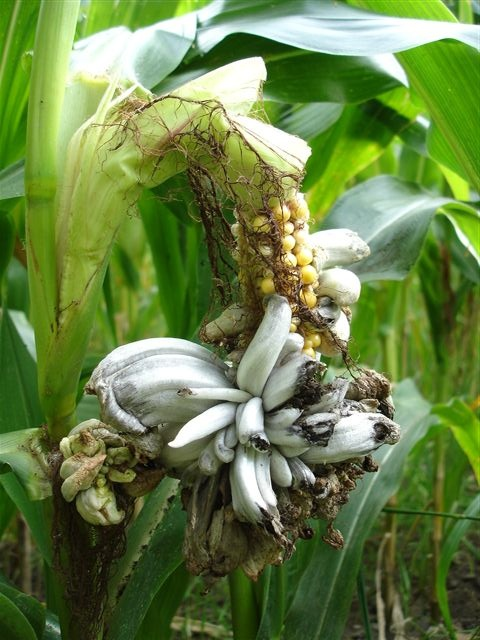
Vom Maisbeulenbrand befallener Maiskolben

Die Fähigkeit, erfolgreich zu fusionieren, hängt bei den Sporidien des Maisbeulenbrandes von zwei Genloci, benannt als a und b, ab. Vom Genlocus a sind zwei Allele bekannt (a1 und a2) während vom Genlocus b mittlerweile etwa 33 bekannt sind. Kompatibel sind Kreuzungen der Form a1b1 mit a2b2, aber nicht a1b1 mit a1b2. Sind die Bedingungen günstig, vermehren sich die haploiden Zellen des Maisbeulenbrands zunächst hefeartig durch Sprossung auf der Oberfläche der Pflanze. Die Sporidien wachsen zunächst saprotroph und sind nicht pathogen. Treffen zwei kompatible sporidienbürtige Zellen aufeinander, bilden sie über Konjugationshyphen eine Verbindung. Die Zellinhalte verschmelzen durch Somatogamie zu einer zweikernigen (dikaryotischen) Zelle, die zu einem dikaryotischen Filament (Hyphe) ausdifferenzieren. Die Keimung der Sporidien, das hefeartige Wachstum und die Bildung des dikaryotischen Filaments können im Labor ohne Maispflanze auf aktivkohlehaltigen Medien nachvollzogen werden. Alle weiteren Stadien bedürfen des Kontaktes mit der Wirtspflanze.
Aus der dikaryotischen Hyphe bildet sich eine appressorienartige Struktur mit der der Pilz in das Wirtsgewebe – bevorzugt über Wunden – eindringen kann. Die Hyphen des dikaryotischen Myzels dringen nun weiter in das Pflanzengewebe ein und wachsen dort zwischen den Maiszellen interzellulär weiter, vor allem in Richtung meristematische Pflanzengewebe. Da der Pilz nun Wuchsstoffe absondert, werden die umgebenden Pflanzenzellen zu Größenwachstum und vermehrter Zellteilung angeregt. Es bilden sich tumorartige, gallige Wucherungen. Meist sind diese auf die unmittelbare Umgebung der Infektion beschränkt und verlaufen häufig völlig unbemerkt. Die auffälligen Gallen bilden sich nur selten aus. Sind weibliche Blüten befallen, kann die Infektion über die „Haare“ der Blüten in den jungen Maiskolben einwachsen und diesen zerstören.
Während der Bildung der Gallen wachsen die Hyphen interzellulär, d. h., zwischen den Zellen, doch ab einem bestimmten Reifegrad dringt das Myzel massiv in die hypertrophierten Pflanzenzellen ein und verdaut diese zum größten Teil, sodass am Ende in den Gallen nur noch das Myzel und Zellreste übrig bleiben. Das Myzel wandelt sich dann zum größten Teil in Teliosporen um, die nach Aufplatzen der Hülle der Galle freigesetzt werden. Erreichen diese Teliosporen umgehend meristematische Maiszellen, so können sie dort umgehend zu Infektionshyphen auskeimen. Ansonsten überdauern sie im Boden oder an Pflanzenresten.

## Gegenmaßnahmen

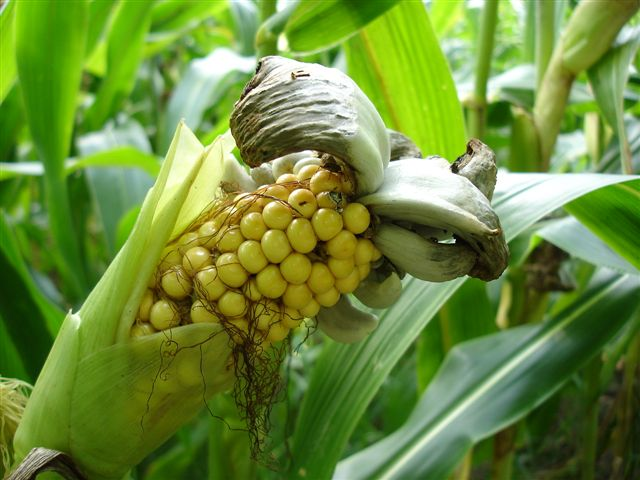
Vom Maisbeulenbrand befallener Maiskolben

Eine direkte, d. h., chemische Bekämpfung des Pilzes ist nur schwer möglich. Als vorbeugende Maßnahme gegen den Maisbeulenbrand wird das Saatgut beschichtet (inkrustiert), um einem Befall durch die Fritfliege vorzubeugen. Diese verursacht durch ihre Tätigkeit Wunden an den Maispflanzen, die als Eintrittspforten für Infektionshyphen dienen können.
Anbaupausen von drei Jahren verhüten das Auftreten von Maisbeulenbrand. Weit stehende Maisbestände begünstigen einen Befall mit Maisbeulenbrand. Einsaaten, z. B. von Roggen, vermindern wesentlich die Zirkulation der Brandsporen vom Boden in den Maisbestand (Filterwirkung). Resistenzzüchtung stellt die günstigste Bekämpfungsmaßnahme dar. Das Befallsrisiko lässt sich durch den Anbau wenig anfälliger Sorten verringern. Alle Maßnahmen zur Verbesserung der Vitalität der Pflanzen sowie eine optimale Kulturführung mindern die Befallsbereitschaft des Maises sowie durch Befall verursachte Schäden. Das Befallsrisiko lässt sich durch Vermeiden überhöhter Stickstoffgaben verringern. Unter Beregnungsbedingungen werden Körner- und Kolbenkrankheiten des Maises im Allgemeinen gefördert. Aber: Nicht alle Infektionen führen zur Beulenausbildung; diese wird besonders durch Stresssituationen wie lange Trockenheit begünstigt. Das noch teilungsfähige Gewebe versucht nach der Trockenheit bei genügend Wasser den Wachstumsrückstand auszugleichen. Dabei werden dann vermehrt Brandbeulen ausgebildet. In längeren Trockenperioden könnte eine zusätzliche Wasserversorgung die Gefahr eines massenhaften Auftretens des Maisbrandes verringern.

## Toxizität

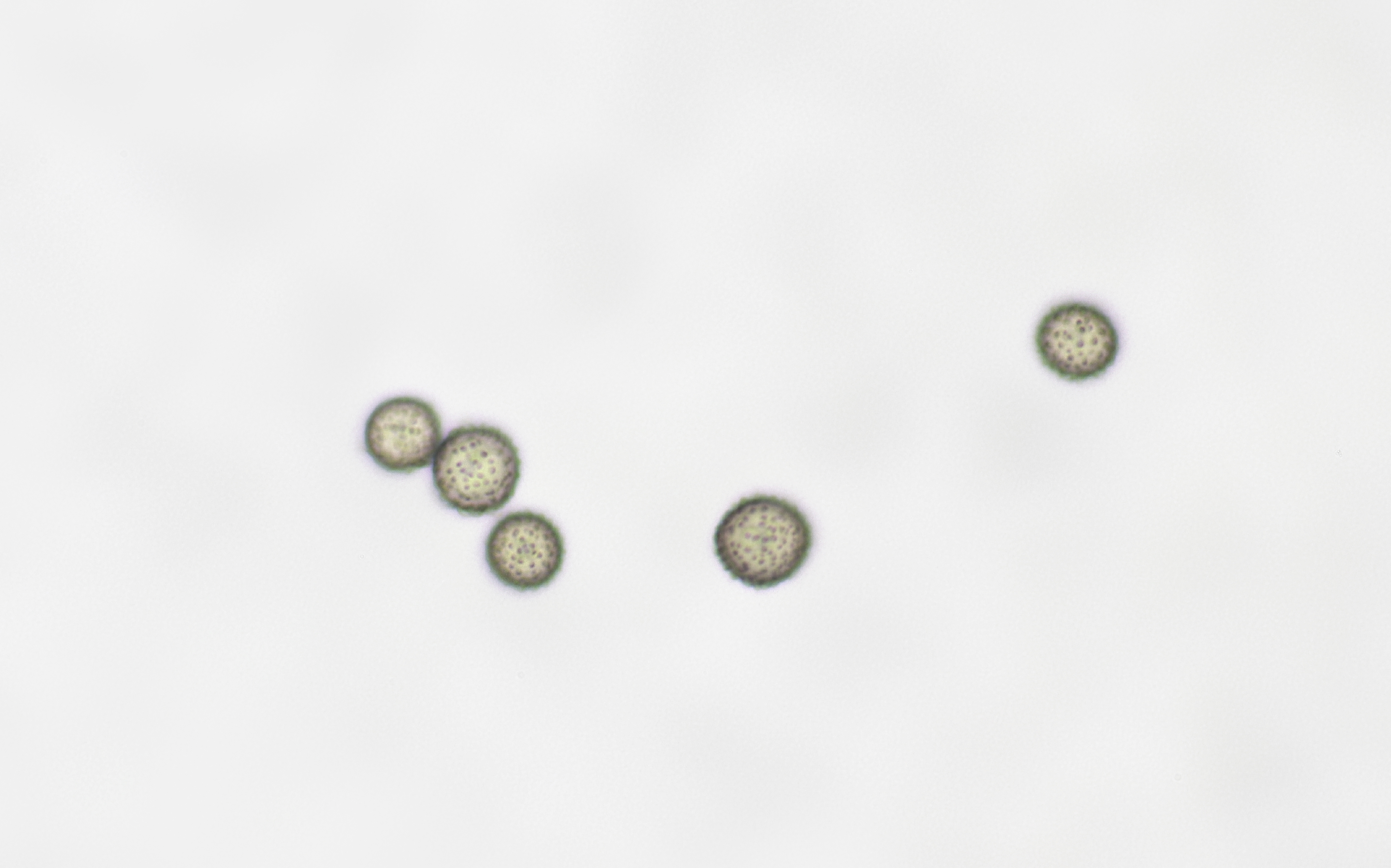
Sporen des Maisbeulenbrands

Die Sporen von Ustilago maydis sollen Allergien verursachen können. Als „Ustilaginismus“ werden Vergiftungen durch den Maisbeulenbrand genannt, die bei Menschen und Tieren aufgetreten sein sollen. Als Ursache werden ergotaminähnliche Alkaloide vermutet, wie sie auch bei einem Roggenparasit, dem Mutterkorn, zu finden sind. In den USA sollen Sporenextrakte unter der afroamerikanischen Bevölkerung zu Abtreibungen benutzt worden sein.
Dass der Maisbeulenbrand Allergien auslösen soll oder toxisch ist, ist nicht eindeutig nachgewiesen. Nach neueren Untersuchungen, z. B. durch die Bayerische Landesanstalt für Landwirtschaft, ist der Pilz ungiftig. Nach Informationen der AgroMais Saatzucht GmbH und des Industrieverband Agrar e. V. (IVA) 2007 ist Maisbeulenbrand ein Pilz, der keine Toxine bildet. In mehreren Fütterungsversuchen konnten keine negativen Beeinflussungen der Tiergesundheit festgestellt werden. Mit Beulenbrand befallene Pflanzen weisen jedoch häufig auch einen Befall von Schimmelpilzen auf, welche wiederum Mykotoxine bilden können. Somit würden auftretende Mykotoxine also nicht vom Maisbeulenbrand stammen, sondern aus dem Sekundärbefall mit Schimmelpilzen. Als Vorsichtsmaßnahme wird empfohlen, stark mit Beulenbrand befallenen Mais nicht an hochtragende oder frischlaktierende Kühe zu verfüttern. In Jungrinder- oder Mastviehrationen sollte der Anteil nicht höher als 30 Prozent der Trockenmasse der Gesamtration liegen.
Nur sehr wenige Originalpublikationen weisen auf eine Toxizität bzw. Auslösung allergener Reaktionen hin. So berichtete 1938 eine Arbeit über die Vergiftung jugoslawischer Kinder, die nach Verzehr von vermutlich mit Maisbeulenbrandsporen verunreinigtem Maisbrei Vergiftungserscheinungen wie unter anderem Durchfall und Hautveränderungen aufwiesen. Fütterungsversuche dieses Maisbreies mit Mäusen führten bei diesen Tieren zu ähnlichen Ergebnissen. Allerdings wurden bei dieser Untersuchung die Erreger nicht isoliert und es wurde nicht geprüft, ob eine künstliche Infektion mit dem Erreger gleiche Symptome hervorruft. Die weitere Arbeit beschreibt die Neurotoxizität und Organveränderungen durch den Pilz bei Ratten. Es ist somit zumindest wahrscheinlich, dass ein sehr hoher Verzehr dieses Pilzes über längere Zeit wegen des Alkaloidgehaltes negative Auswirkungen auf den Organismus haben kann.
Nach derzeitigem Kenntnisstand sind direkte, negative Auswirkungen des Beulenbrands auf die Fermenterbiologie und Gasausbeuten beim Einsatz der Silagen in Biogasanlagen nicht zu erwarten.

## Verwendung des Maisbeulenbrandpilzes

### Ustilago maydisin der Forschung
Da die haploiden, sich hefeartig entwickelnden Pilzzellen leicht im Labor zu kultivieren sind, ist der Maisbeulenbrand ein beliebtes Forschungsobjekt geworden. Mittlerweile ist auch das gesamte Genom des Pilzes bekannt. Da Ustilago maydis sich auch relativ einfach gentechnisch verändern lässt, können an ihm die Vorgänge während der Infektion auf genetischer Ebene nachvollzogen werden.
Aber auch genetische Rekombination und DNS-Reparaturmechanismen werden mit Hilfe des Maisbeulenbrands untersucht. So wurde die Wirkungsweise des Gens BRCA2, welches bei Fehlfunktion zu Brustkrebs führen kann, herausgefunden. Ein dem BRCA2 homologes Gen von Ustilago maydis BRH2 führt bei Abwesenheit oder Dysfunktion dazu, dass Zellen äußerst empfindlich auf UV-Licht und ionisierende Strahlung reagieren, weil dann die Reparatur von DNS nicht mehr funktioniert. Diese Art von Genen scheint sehr ursprünglich zu sein, da Homologe zu BRCA2 nicht nur bei Säugetieren und Pilzen, sondern auch in völlig anderen Organismen wie Ackerschmalwand (Arabidopsis thaliana) und Nematoden (Caenorhabditis elegans) nachgewiesen wurden.
In jüngerer Zeit wurde Ustilago maydis weiterhin zu einem Modellsystem zur Untersuchung der molekularen Grundlagen des polaren Wachstums. Derzeit stehen besonders die Rolle von Zellzyklusregulatoren und die des Zytoskeletts im Mittelpunkt der Forschung einiger Wissenschaftler.
Da Ustilago maydis über Hemmstoffe verfügt, die andere Branderreger am Wachstum hindern, wurde an der ETH Zürich bereits erfolgreich eine Genübertragung auf Weizen vorgenommen, der daraufhin unter Laborbedingungen resistent gegen den Weizensteinbrand (Tilletia caries) wurde.

### Speisewert
Vor allem im Osten Mexikos gilt der Maisbeulenbrand als Nahrungsmittel und Delikatesse und die Infektion des Maises durch den Pilz wird entsprechend nicht als Schaden, sondern als Nutzen angesehen. Dabei werden die infizierten Kolben geerntet, bevor der Pilz vollständig ausgereift ist und mit der Sporenbildung beginnt. Der Pilz, der hier als Huitlacoche oder Cuitlacoche bezeichnet wird, wird im Regelfall mit Knoblauch und verschiedenen weiteren Zutaten gebraten und auf Tacos und Quesadillas serviert oder in Suppen und Aufläufen verarbeitet.
In Europa und den USA wird Huitlacoche nur in der gehobenen Gastronomie als exotische Speise zubereitet, hier wird er unter anderem „mexikanischer Trüffel“ (werbetechnisch, biologisch nicht haltbar) genannt.

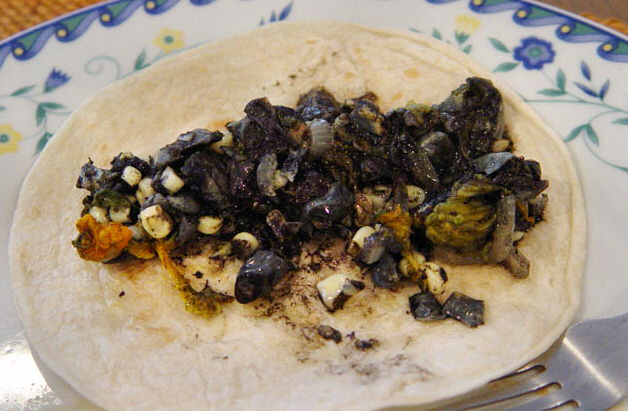
Taco mit Huitlacoche

Nach der Schweizer Speisepilzverordnung ist der Maisbeulenbrand für den Großhandel als marktfähiger Speisepilz zugelassen. Die Gallenstadien werden einige Wochen nach der Infektion der Pflanze geerntet, wenn sie noch unreif und ihr Inneres noch feucht ist. Die gekochten Gallen sollen beim Kochen ein pilzartiges, süßliches Aroma annehmen. Als Geschmackskomponenten wurden bisher Sotolon, Vanillin und Glucose festgestellt.
In Deutschland wird Ustilago maydis im Deutschen Lebensmittelbuch unter „Leitsätze für Pilze und Pilzerzeugnisse“ nicht aufgeführt. Somit ist der Maisbeulenbrand in Deutschland kein Speisepilz. Das Deutsche Lebensmittelbuch stellt eine Orientierungshilfe auf Basis §15 des Lebens- und Futtermittelgesetzbuchs dar (bis 2005: §33 des Lebensmittel- und Bedarfsgegenständegesetzes). In der österreichischen Speisepilzverordnung von 1997 ist Ustilago maydis ebenfalls nicht genannt und somit in Österreich nicht verkehrsfähig.

### Industrielle Biotechnologie
Der Maisbeulenbrand ist in der Lage, in Gegenwart von Alkanen oder Triglyceriden Cellobiose-Lipide zu produzieren, die als Biotenside wirken und für die Industrielle Biotechnologie potenziell interessant sind. Außerdem gewinnt Ustilago maydis bei der biotechnologischen Herstellung von Itakonsäure immer mehr an Bedeutung.